# Winter-Universiade 2013/Eishockey
Bei der Winter-Universiade 2013 wurden zwei Eishockeyturniere ausgetragen.

## Bilanz

### Medaillenspiegel
| Platz  | Land               | Gold | Silber | Bronze | Gesamt |
| ------ | ------------------ | ---- | ------ | ------ | ------ |
| 1      | Kanada             | 2    | –      | –      | 2      |
| 2      | Russland           | –    | 1      | 1      | 2      |
| 3      | Kasachstan         | –    | 1      | –      | 1      |
| 4      | Vereinigte Staaten | –    | –      | 1      | 1      |
| Gesamt | Gesamt             | 2    | 2      | 2      | 6      |

### Medaillengewinner
| Disziplin | Gold | Silber | Bronze |
| --------- | --- | --- | --- |
| Männer    | KanadaWayne Savage Michael D’Orazio Marc-Antoine Desnoyers Christopher Owens Chris Culligan Robert Slaney Éric Faille Michael Kirkpatrick Nick MacNeil Josh Day Liam Heelis Matthew Maione P.A. Vandall Lucas Bloodoff Chris DeSousa Alex Wall Cory Tanaka Tyler Carroll Simon Lacroix Mike Cazzola Anthony Peters John Groenheyde      | KasachstanAlexander Lipin Artyom Ignatenko Leonid Metalnikow Alexei Grichschenko Damir Ramasanow Konstantin Sawenkow Wjatscheslaw Trjassunow Wladislaw Belan Wiktor Iwaschin Alexander Kasnatschejew Nursultan Belgibajew Alexander Schin Pawel Tschilin Alexander Subkow Jewgeni Rymarew Nikita Kowsalow Rodion Scharkich Alexei Woronzow Alexei Ischmametjew Georgi Petrow Dmitri Malgin Andrei Jankow      | RusslandDanila Alistratow Alexander Sumin Jegor Kutugin Konstantin Fast Kirill Putilow Witali Menschikow Alexei Lochkin Dmitri Michailow Konstantin Turukin Alexander Ugolnikow Kirill Poljanski Pawel Kopytin Jegor Aljoschin Juri Nasarow Danil Faisullin Wadim Mitrjakow Wladislaw Sokolow Alexander Scherbina Wassili Mordwinow Andrei Demidow Artjom Podschendjalow Juri Lawrezki |
| Frauen    | KanadaÉlodie Rousseau-Sirois Kimberley Wong Alexa Normore Amanda Parkins Laura Brooker Jessica Pinkerton Kim Deschênes Cara Wooster Caitlin MacDonald Tatiana Rafter Brittney Fouracres Gabrielle Davidson Christina Capozzi Jenna Pitts Katia Clement-Heydra Morgan McHaffie Sophie Brault Jenna Smith Josianne Legault Kelly Campbell | RusslandAnna Prugowa Elwira Markowa Julija Sadykowa Jelena Bulatowa Jekaterina Solowjowa Marija Belowa Elina Mitrofanowa Oxana Afonina Kristina Scherstjuk Jekaterina Ananina Jelena Silina Marija Kirilenko Anastasia Mischlanowa Jekaterina Nikolajewa Swetlana Kolmykowa Walentina Ostrowljantschik Anna Schukina Soja Polunina Diana Abdulina Nadeschda Schirjajewa Jewgenija Djupina Swetlana Litwinzewa | Vereinigte StaatenKatie Vaughan Paige Harrington Kalli Bates Lauren Hillberg Morgan McGrath Andrea Stewart Ellen Starkman-Gleason Caleigh Labossiere Jennifer Boniecki Monica Korzon Kristin Griebe Amanda Abromson Jessica Merritt Hayley Williams Alisha Difilippo Molly Sparks Ramey Weaver Sarah Oteri Staci Burlingame Cassondra Catlow Katelyn Augustine Chelsea Corell          |